# Dipterygium glaucum
Dipterygium glaucum es una especie de arbusto  y el único miembro del género monotípico Dipterygium, perteneciente a la familia Capparaceae. Es originaria de  África.

## Descripción
Es una planta herbácea perennifolia con una base de maderable que alcanza los  60 cm de altura, tiene los tallos delgados y ± ramificados. Subarbusto muy ramificado,  las ramas delgadas, cilíndricos, aparentemente sin hojas. Hojas elíptico-oblongas, de 3-10 (-15) mm de largo, 2-3 mm de ancho (incl. 0.5-1 mm de largo peciolo), subcarnosas, glabras (hojas basales e inferiores en las plantas jóvenes son más amplias y con peciolo más largo). Flores diminutas, en  racimos bracteados; pedicelos 2-3 mm de largo, filiforme. Sépalos 1,5-2 mm de largo, 0.7 mm de ancho, ovado-oblongas, agudas o acuminadas. Pétalos de 3-4 mm de largo, 1.5-2 mm de ancho, ovado-elípticas, ápice obtuso, de color amarillento. Estambres 6, por igual, casi tan largos como los pétalos; filamentos simples, lineales, anteras aproximadamente 1 mm de largo, ovoide. Frutas de 3-6 mm de largo, 2.5-6 mm de ancho, elipsoide,  indehiscente.

## Distribución y hábitat
Se encuentra en el semi-desierto en las zonas de arena profunda, a menudo a lo largo de los wadis, o en las dunas de Egipto, Arabia, Socotora, y hacia el este hasta Pakistán. 

## Taxonomía
Dipterygium glaucum fue descrita por  Joseph Decaisne y publicado en Annales des Sciences Naturelles; Botanique, sér. 2, 4: 66. 1835.
Sinonimia
- Cleome pallida Kotschy
- Dipterygium scabrum Decne. ex Boiss.
- Isatis spartioides Edgew. ex Hook.f. & Thomson
- Pteroloma arabicum Hochst. & Steud.[3]